# Лучкины
 Лучкины  — деревня в Афанасьевском районе Кировской области в составе Ичетовкинского сельского поселения.

## География
Расположена непосредственно у северо-восточной границы райцентра поселка  Афанасьево на правобережье реки Кама.

## История
Известна с 1727 года как деревня Лучниковых с 2 дворами. В 1873 году здесь (Лучниковская или Ульяновы) дворов 8 и жителей 82, в 1905 (Лучниковы) 12 и 96, в 1926 (Лучкинская или Луки Воробьева) 7 и 34, в 1950 (Лучниковская) 9 и 45. Настоящее название утвердилось с 1998 года.  

## Население
Постоянное население составляло 70 человек (русские 97%) в 2002 году, 59 в 2010.